# Mayor gremeza
Il Mayor gremeza è un antico manoscritto medioevale ritrovato a Bovegno nel 1980, considerato come la più antica testimonianza scritta del lombardo orientale giunta fino a noi.

## Il ritrovamento
Il testo fu ritrovato a Castello, frazione di Bovegno, nella primavera del 1980, durante i lavori di ristrutturazione di un'abitazione del centro storico. Una piccola pergamena fu infatti rinvenuta sotto la base di una colonna lignea che sosteneva la trave del tetto, mentre poco distante, tra la colonna e il muro, si trovava un piccolo libretto mancante di alcune pagine.

## Il manoscritto
La pergamena conteneva un breve atto inerente ad una procura datato 10 maggio 1355 e redatto da Bortolino Benolchini, notaio della zona già citato in alcuni documenti risalenti a un periodo compreso tra il 1347 e il 1358; mentre il libretto conteneva una composizione di carattere religioso nota come laude, suddivisa in due parti. Inizia infatti con una breve introduzione, che rappresenta una sorta di guida morale per il bravo cristiano, seguita poi da un'invocazione a Dio e alla Madonna, prologo di una Passio Christi vera e propria che studi successivi hanno poi riconosciuto come una traduzione in lombardo orientale della cosiddetta Scriptura rubra, ovvero della seconda parte del Libro delle Tre Scritture di Bonvesin de la Riva.
Un elemento interessante della composizione, che segue l'andamento tipico delle laudi di quel periodo, è nella lingua utilizzata per la stesura. Essa è infatti caratterizzata da un insolito miscuglio di parole; sia appartenenti ad un registro colto, ma tradotte in lombardo orientale come fossero neologismi, che termini invece riconoscibili come parte della tradizione linguistica orale della Valtrompia.
Inoltre, poiché il più antico documento in lombardo orientale conosciuto fino ad allora era un'altra Passio Christi, scoperta da Giuseppe Bonelli in un codice dei Disciplinati, e risalente al 1390 circa, il Mayor gremeza può essere considerata oggi come la più antica testimonianza dell'esistenza del lombardo orientale e del dialetto bresciano.

## Il testo
Ecco un estratto dal testo della Passio Christi.
et a la soa mather ke preg l’omnipotent.

Ke n’des a dir et a far tute l so placiment

Ço ked is la scritura si se conven a dir

De la pasin de Christ a ki ne plas hodir

La qual per nu katif je plase sostegnir

Bene questi paroli de panzer e da stremir

Qui longa fis e dis del pasio del fy de la rayna.

La qual si m’dia gratia et a mi sia vesina
 
Ke parlo dritament de la pasion divina

St’apreso si me scampo da la infernal pena.[...]»
(Anonimo, Passio Christi)